# Liste der Biografien/Yd
Liste der Biografien |
Portal Biografien |
Personensuche
# |
A |
B |
C |
D |
E |
F |
G |
H |
I |
J |
K |
L |
M |
N |
O |
P |
Q |
R |
S |
T |
U |
V |
W |
X |
Y |
Z |
?
 
Ya |
Yb |
Yc |
Yd |
Ye |
Yf |
Yg |
Yh |
Yi |
Yk |
Yl |
Ym |
Yn |
Yo |
Yp |
Yr |
Ys |
Yt |
Yu |
Yv |
Yw |
Yx |
Yz
Die Liste der Biografien führt alle Personen auf, die in der deutschsprachigen Wikipedia einen Artikel haben. Dieses ist eine Teilliste mit 4 Einträgen von Personen, deren Namen mit den Buchstaben „Yd“ beginnt.

## Yd

### Yde
- Yde Zellama, Maja Ajmia, belgische Regisseurin
- Yde, Breanna (* 2003), australische SchauspielerinBreanna Yde (* 2003)

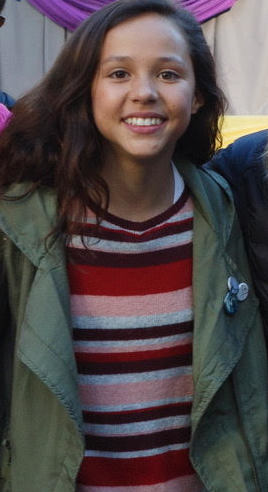
Breanna Yde (* 2003)

### Ydo
- Ydov, Shlomo (* 1951), israelischer Liedermacher, Komponist und Gitarrist

### Ydy
- Ydyryssow, Jerlan (* 1959), kasachischer Diplomat und Politiker